# 바우엔
바우엔(독일어: Bauen)은 스위스 우리주의 루체른 호수에 있는 이전 시정촌이다. 2021년 1월 1일에 이전 바우엔 자치제가 제도르프 자치제로 통합되었다.

## 역사
바우엔은 1150년에 Bawen으로 처음 언급되었다.
제도르프와 바우엔의 지자체는 주 헌법의 수정으로 그러한 병합이 허용된 후 자발적으로 병합하기로 결정한 주에서 첫 번째였다. 2019년에 실시된 국민투표에서 두 지자체의 인구가 승인해야 합병이 2021년 1월 1일에 실시될 예정이었다. 국민투표는 2019년 10월에 실시되었다. 제도르프와 바우엔의 인구는 각각 80%와 69%로 합병에 찬성했다. 합병은 2021년 1월 1일에 이루어졌다.

## 지리

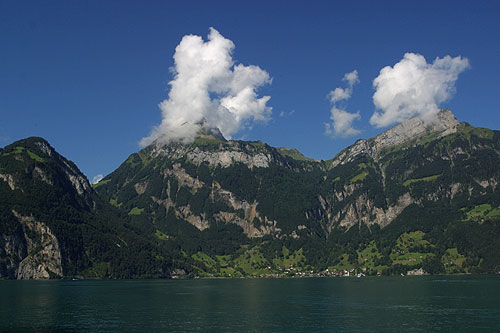
루체른호 너머 바우엔의 풍경

바우엔의 면적은 2006년 기준으로 3.8k㎡였다. 이 지역 중 13.5%가 농업용으로 사용되고 74.9%가 산림이다. 나머지 토지 중 2.9%는 정착지(건물 또는 도로)이고 나머지(8.7%)는 비생산적(강, 빙하 또는 산)이다. 1993년 토지조사에서, 전체 토지 면적의 68.3%는 숲이 우거진 반면 0.8%는 작은 나무와 관목으로 덮여 있다. 농경지 중 1.8%는 경작 또는 목초지로 사용되며, 10.3%는 과수원이나 포도밭으로, 1.3%는 고산 목초지로 사용된다. 정착지 중 2.1%는 건물, 0.5%는 산업, 0.3%는 교통 기반 시설로 이루어져 있다. 비생산적인 지역 중 0.3%는 비생산적인 고인 물(연못 또는 호수), 1.6%는 비생산적인 흐르는 물(강), 4.2%는 초목이 자라기에는 너무 바위가 많고, 2.6%는 기타 비생산적인 토지이다.
마을은 더 큰 호수 비르발츠슈테터제 또는 네 삼림주 호수의 일부인 우르너호의 서쪽에 있다. 1956년까지 마을에 도달할 수 있는 유일한 방법은 이웃 공동체의 가파른 보도를 통해서였다.
바우엔은 호수와 푄 바람에 위치하기 때문에 기후가 매우 온화하다.

## 인구통계
2019년 기준, 바우엔의 인구는 165명이다. 2007년 기준으로 인구의 8.7%가 외국인으로 구성되어 있다. 지난 10년 동안 인구는 -14.1%의 비율로 감소했다. 2000년 기준, 인구 대부분은 독일어(99.1%)를 사용하며, 이탈리아어가 두 번째로 많이 사용(0.4%)되고, 체코어가 세 번째(0.4%)로 사용된다.  2007년 기준으로 인구의 성별 분포는 남성 48.7%, 여성 51.3%였다.

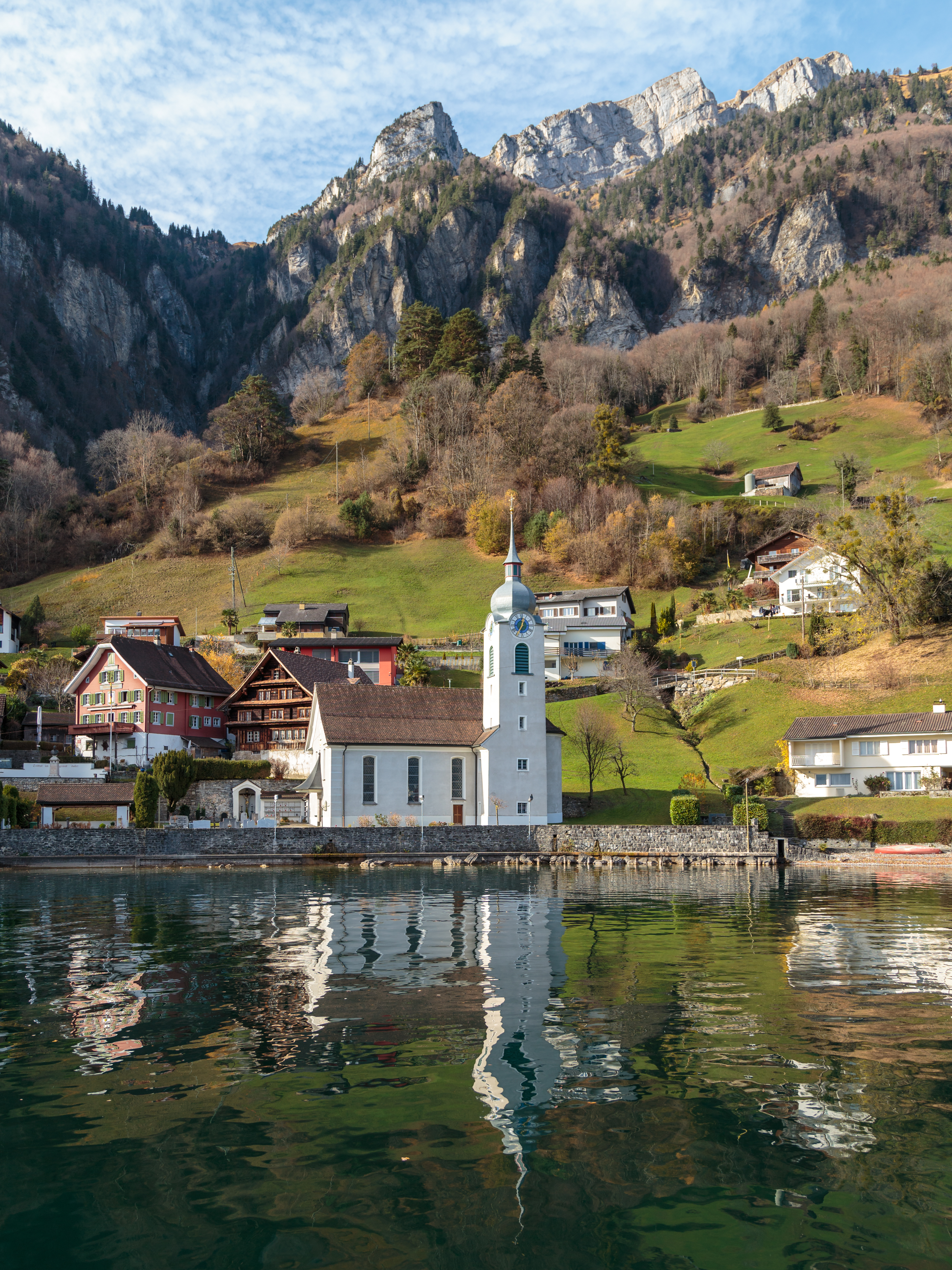
바부엔 성 이다 교회

바우엔에서는 인구의 약 75.6%(25-64세)가 비필수 고등교육 또는 추가 고등교육(대학 또는 응용학문대학)을 완료했다.
바우엔의 실업률은 0.76%이다. 2005년 기준으로 1차 경제 부문에 16명이 고용되어 있고, 이 부문에 약 8개 기업이 참여하고 있다. 7명이 2차 부문에 고용되어 있고, 이 부문에 3개의 기업이 있다. 44명이 3차 부문에 고용되어 있으며, 이 부문에는 7개의 기업이 있다.
역사적 인구는 다음 표에 나와 있다.
| 년도 | 인구 |
| ---- | ---- |
| 1799 | 115  |
| 1850 | 175  |
| 1900 | 167  |
| 1950 | 194  |
| 1970 | 157  |
| 2000 | 228  |
| 2005 | 192  |
| 2014 | 176  |